# 法治時報
法治時報 （Nomocracy Times）由黃越宏所創建以法律時事報導為主體的法治時報社所出版的報紙。法治時報出版的信念為：宣言理念，監督惡質司法。屬於報導司法領域的專業刊物。除報導台灣司法外；同時也介紹日本等各國的司法現狀、或法律人事，以及法庭審判等之各式案例及判例。以期讓我國法律人能進一步的促使台灣法治環境更有所進步。

## 創辦宗旨
基於司法是臺灣目前最需要強化的地方，法庭裡處處可見令人質疑的判決，院方、檢方還常出現許多令人難以置信的態度。法治時報社報導法界之誇張脫序行為，並期使司法回歸真相。同時也介紹各國司法現狀、或相關法律事蹟，以供臺灣法界借鏡及各界人士參酌。進一步促使臺灣的法治環境更進步與完善，對司法實務產生正面效應及影響。

## 歷史沿革
法治時報於2008年創辦，以紙版發行、需訂閱。再於2017年4月5日第199期之後改版為手機應用程式(APP)發行，亦有網路摘要版、及臉書摘要版。

## 參閱
- 司法周刊
- 司法院公報
- 法務通訊
- 法治日報

## 外部連結
- 法治時報 （页面存档备份，存于）
- 法治時報社的Facebook專頁
- 法治時報 for Android - APK Download
- 法治時報 for ios-MAC-AppStore Download
- 法治時報 - 最新文章 （页面存档备份，存于）